# Proteuxoa antipoda
Proteuxoa antipoda là một loài bướm đêm trong họ Noctuidae.